# Pieve di Rocca
La pieve di Rocca, denominata anche pieve della Rocca di Capalbo, era un edificio religioso situato nella parte occidentale del territorio comunale di Castiglione della Pescaia. La sua ubicazione era nella zona anticamente denominata Campo Albo, nei pressi del Forte delle Rocchette.
Di origini medievali, la chiesa risulta appartenere ai vescovi di Grosseto nella seconda metà del XII secolo, in base a quanto scritto in una bolla papale datata 1188. L'edificio religioso è menzionato anche nelle epoche successive, nelle Rationes Decimarum del tardo Duecento e degli inizi del Trecento, quando risultava ancora una pieve autonoma collegata all'Abbazia di Sant'Antimo. Successivamente, non si conoscono ancora notizie certe riguardo al suo definitivo abbandono, che potrebbe essere avvenuto tra il tardo Medioevo ed il primo periodo rinascimentale.
Della pieve di Rocca sono state perdute completamente le tracce, pur essendo identificabile con approssimazione l'area in cui sorgeva, nei pressi del Forte delle Rocchette. Dopo la sua scomparsa, le funzioni religiose nell'area sono state portate avanti dalle vicine pievi e da due cappelle di epoca più moderna, la Cappella della Madonna del Carmine alle Rocchette e la Cappella di Santa Rita a Pian di Rocca.